# Juan José Benzo
Juan José Benzo (Santo Domingo, República Dominicana, 1849 - Caracas, Venezuela, 31 de agosto de 1924) es un fotógrafo, con actividad en Venezuela. Innovador del reporterismo gráfico a finales del siglo XIX e inicios del XX en Venezuela.

## Reseña biográfica
Hijo de María Gómez y Juan de Dios Benzo. En 1858 se encontraba con su padre en Venezuela, radicándose en este país. Juan José Benzo contrajo matrimonio con Felipa Rodríguez.
Benzo registró fotográficamente la visita del vapor de guerra norteamericano Wilmington en 1899, en Guanta, Barcelona y Ciudad Bolívar. 
En la década de 1890 se dedica a fotografiar locales comerciales caraqueños, con sus dueños y empleados, imágenes que se convierten en testimonio invalorable de la vida cotidiana de la ciudad. Generalmente sus fotografías muestran a algunos individuos movidos, porque las realizaba con luz natural y en ángulos específicos. “El tema desarrollado en estas imágenes de Juan José Benzo es sumamente original. Ningún otro fotógrafo lo captó ni lo ha tratado […], las fotografías denotan un buen equipo fotográfico, un extraordinario aprovechamiento técnico y lumínico” 
En 1900 adoptó a su sobrino político Antonio Alcántara (1898-1991), que posteriormente se convertiría en pintor, con quien recorre constantemente al interior del país, lo que influyó en la inclinación artística de Alcántara al entrar en contacto con la geografía y la sociedad rural de Venezuela y alcanzaría reputación como maestro de la escuela paisajística de Caracas. Alcántara fue su asistente y quien posteriormente cedió fotografías de Benzo para la exposición El paisaje de Caracas (1952), en el Museo de Bellas Artes de Caracas.
Benzo también se interesó por retratar a las etnias indígenas venezolanas. De esta serie se conserva Indios Caribes de la región del Orinoco (1905), en la colección de la Fundación Boulton.
Benzo fue colaborador de El Nuevo Diario, aparecido en 1913 en el que transformó los conceptos del reporterismo gráfico. Falleció en 1924, a los 75 años. 
En 1954, treinta años después de su muerte, Juan Avilán vendió negativos en vidrio de 8 x 10 pulgadas, atribuidos a Benzo, a la revista El Farol. 

## Colecciones
- Biblioteca Nacional de Caracas
- Fundación Boulton, Caracas